# Памятник Андрею Малышко
Памятник Андрею Малышко — памятник украинскому советскому поэту Андрею Малышко (1912—1970) в Киеве. Установлен 17 июня 2016 г. в парке им. А. Малышко (по одноимённой улице) в Днепровском районе. Авторы — скульптор Роман Захарчук, архитектор Леонид Малый.

## Создание
14 ноября 2014 года, в день 102-й годовщины со дня рождения поэта Андрея Малышко министр культуры Евгений Нищук, Главный архитектор Киева Сергей Целовальник, украинский поэт Дмитрий Павлычко, Чрезвычайный и Полномочный посол Украины, писатель Александр Божко, литературные деятели и знакомые Андрея Малышко собрались в парке им. А. Малышко (возле станции метро «Дарница»), чтобы установить металлическую стелу, как знак будущего памятника на этом месте.
Гипсовая модель скульптуры была уже изготовлена; бронзовый памятник высотой 3,5 метра планировалось открыть летом 2015 года, как сообщала пресс-служба Департамента градостроительства и архитектуры. В свою очередь главный архитектор Киева Сергей Целовальник отметил, что нужно ещё будет найти средства на пьедестал и благоустройство прилегающей территории. Идея установки памятника понравилась и студентам Института украинской филологии и литературного творчества им. Андрея Малышко, которые пришли поздравить авторов.

## Открытие
Торжественное открытие и освящение памятника состоялось 17 июня 2016 г. в парке им. Андрея Малышко (по одноимённой улице) в Киеве в Днепровском районе. Мероприятие провела заместитель главы Киевской городской государственной администрации Анна Старостенко, которая выступила с торжественной речью. Участие в открытии монумента приняли вице-премьер-министр Украины Павел Розенко, министр образования и науки Украины Лилия Гриневич, министр культуры Украины Евгений Нищук, глава Фонда Андрея Малышко, поэт Дмитрий Павлычко, поэт Иван Драч, ректор НПУ имени М. П. Драгоманова Виктор Андрущенко, президент МАН Станислав Довгий, народный артист Украины Анатолий Паламаренко и др.. Освящение памятника совершил Святейший Патриарх Киевский и всея Руси-Украины Филарет. Открытие памятника сопровождал Национальный заслуженный академический народный хор Украины им. Верёвки. В исполнении артистов звучали «Київський вальс», «Рідна мати моя», «Цвітуть осінні тихі небеса» и другие песни на слова Андрея Малышко. Инициатор установки бронзовой статуи поэта Герой Украины Дмитрий Павлычко рассказал присутствующим историю зарождения идеи памятника, поиска средств, в конце реализации задуманного (на которую понадобилось более десяти лет).
Заказчиком работ по установке скульптуры стал КО «Киевзеленстрой», работы по освещению скульптуры выполнил КП «Киевгорсвет». Для выполнение работ были привлечены внебюджетные средства, памятник и фундамент были изготовлены полностью за счет средств меценатов.

## Описание
«Украина моя, 

мне в мире 

ничего не надо, 

только бы голос

твой слышать 

и нежность твою 

беречь!»
мені в світі

нічого не треба,

тільки б голос

твій чути

і ніжність твою

Композиция памятника — бронзовая фигура (З,5 м) писателя на гранитном постаменте. Авторы памятника — скульптор Роман Захарчук и архитектор Леонид Малый. Памятник Малышко изготовлен в романтическом стиле. Вдохновленный художник будто ходит в задумчивости у берегов Днепра — именно здесь родилось немало произведений литератора.
На постаменте высечены такие слова поэта на украинском языке: «Украина моя, мне в мире ничего не надо, только бы голос твой слышать и нежность твою беречь!».